# Mituhokko
Der Mituhokko (Mitu mitu), auch als Nordwest-Mitu, Alagoas-Mitu oder Mitu bezeichnet, ist eine extrem seltene Art aus der Familie der Hokkohühner. Er war ursprünglich im atlantischen Küstenregenwald in den brasilianischen Bundesstaaten Alagoas und Pernambuco beheimatet.

## Taxonomie

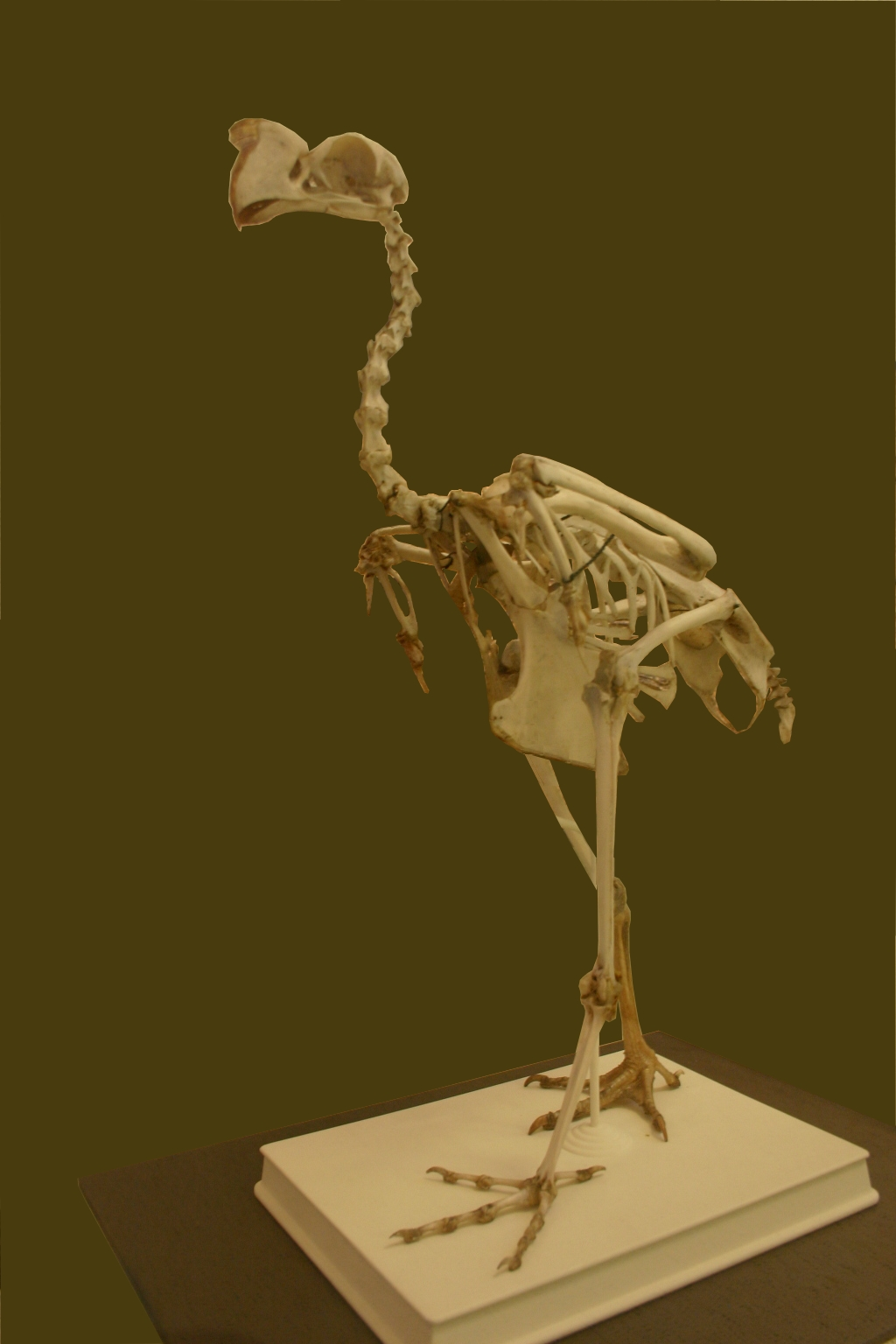
Skelett

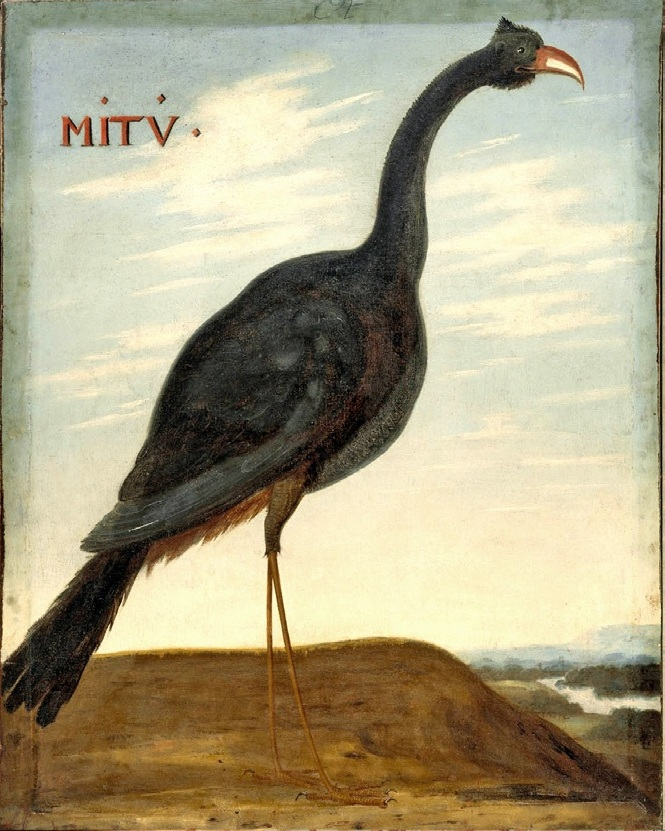
Mituhokko, Ölgemälde von Albert Eckhout in der Hoflößnitz (um 1655)

Der Mituhokko wurde erstmals vom deutschen Naturforscher Georg Marggraf in seinem Werk Historia Naturalis Brasiliae erwähnt, das 1648 veröffentlicht wurde. 1766 wurde er zum ersten Mal wissenschaftlich beschrieben. Bis 1952 galt der Mituhokko als konspezifisch mit dem Amazonashokko (Mitu tuberosum, Synonyme: Mitu tuberosa, Pauxi tuberosum, Mitu mitu, Crax mitu, Crax mitu tuberosa, Mitu mitu tuberosa). Anschließend sah man ihn als nordöstliche Unterart des Amazonashokkos an, woraufhin er in der Fachliteratur den wissenschaftlichen Namen Crax mitu mitu (Synonym: Mitu mitu mitu, Pauxi mitu) erhielt. Seit 1992 werden Mitu mitu und Mitu tuberosum von vielen Wissenschaftlern als zwei eigene Arten betrachtet.

## Merkmale
Der Mituhokko sieht dem Amazonashokko recht ähnlich, hat aber eine nicht so starke Aufwölbung auf dem Schnabel. Er erreicht eine Größe von 83 bis 89 cm. Der rote Schnabel weist eine helmartige Struktur mit einer leichten Wölbung auf. Er hat eine weiße Spitze. Das Gefieder ist allgemein schwarz mit einem purpurblauen Schimmer. An den Oberschenkeln, an den Unterschwanzdecken und am Bürzel ist es kastanienbraun. Der nach hinten verengte Schwanz hat eine braune Spitze. Die Beine und Zehen sind rot und die Augen rötlichbraun. Ein weiteres Kennzeichen ist eine kleine halbmondförmige Zeichnung aus nackter grauweißer Haut an den hinteren Ohrdecken. In Gefangenschaft kann er ein Alter von 24 Jahren erreichen.

## Gefährdung
Der Mituhokko ist in Anhang I des CITES-Abkommens und in der Roten Liste der IUCN als Extinct in the Wild (in freier Wildbahn ausgestorben) gelistet. Zwischen 1648 und 1951 war der Mituhokko nur von einem einzigen Museumsexemplar aus Pernambuco bekannt. Er blieb der ornithologischen Fachwelt verborgen, bis er 1951 in Miguel dos Campos, Alagoas wiederentdeckt wurde. In den 1960er und 1970er Jahren existierten weniger als 20 Exemplare und 1984 wurden nur noch zwei getötete Exemplare in der Wildnis nachgewiesen. Gnadenlose Jagd aufgrund seines schmackhaften Fleisches und die Lebensraumzerstörung durch den Anbau von Zuckerrohr haben ihn in freier Wildbahn aussterben lassen. 1977 errichtete der brasilianische Artenschützer Pedro Mario Nardelli in Nilópolis bei Rio de Janeiro eine Aufzuchtstation, in der 1979 vier, 1993 34 und im Jahr 2000 44 Exemplare existierten. In der Folgezeit hielten auch weitere brasilianische Vogelparks und Zoos Mituhokkos, so dass der Gesamtbestand im Jahr 2003 81 Exemplare, im Jahr 2008 130 Exemplare und im Jahr 2015 ungefähr 230 Exemplare betrug. 35 Prozent dieser Individuen sind jedoch offenbar Hybride. Im Oktober 2015 wurde erstmals ein neugeborenes Mituhokkoküken im Zoo Parque das Aves in der brasilianischen Stadt Foz do Iguaçu gefilmt.